# Paul Oberholzer (Theologe)
Paul Oberholzer SJ (* 1968) ist ein Schweizer jesuitischer Theologe, Archivar, Historiker und Priester.
Oberholzer studierte Theologie und Geschichte des Mittelalters und wurde promoviert. 2001 trat er bei den Jesuiten ein. Er ist Mitarbeiter des Institutum Historicum Societatis Iesu in Rom sowie Leiter des Archivs der Schweizer Jesuitenprovinz und lehrt als Gastdozent an der Päpstlichen Universität Gregoriana.

## Schriften
- Vom Eigenkirchenwesen zum Patronatsrecht. Leutkirchen des Klosters St. Gallen im Früh- und Hochmittelalter. Staatsarchiv, St. Gallen 2002.
- Hochmittelalterliche Kirchenbautätigkeit. Das Kloster St. Gallen, Stadt und Land. In: Schriften des Vereins für Geschichte des Bodensees und seiner Umgebung, 124. Jg. 2006, S. 33–65 (Digitalisat).